# 赫爾比內
48°10′31″N 29°44′32″E / 48.17528°N 29.74222°E
赫爾比內（烏克蘭語：Гербине）是位於烏克蘭西南部的村莊，由敖德萨州波迪利斯克区的皮什恰納市鎮負責管轄。該村始建於1786年，面積1.59平方公里，海拔高度154米，2001年該城鎮人口540。